# Lipofuscyna

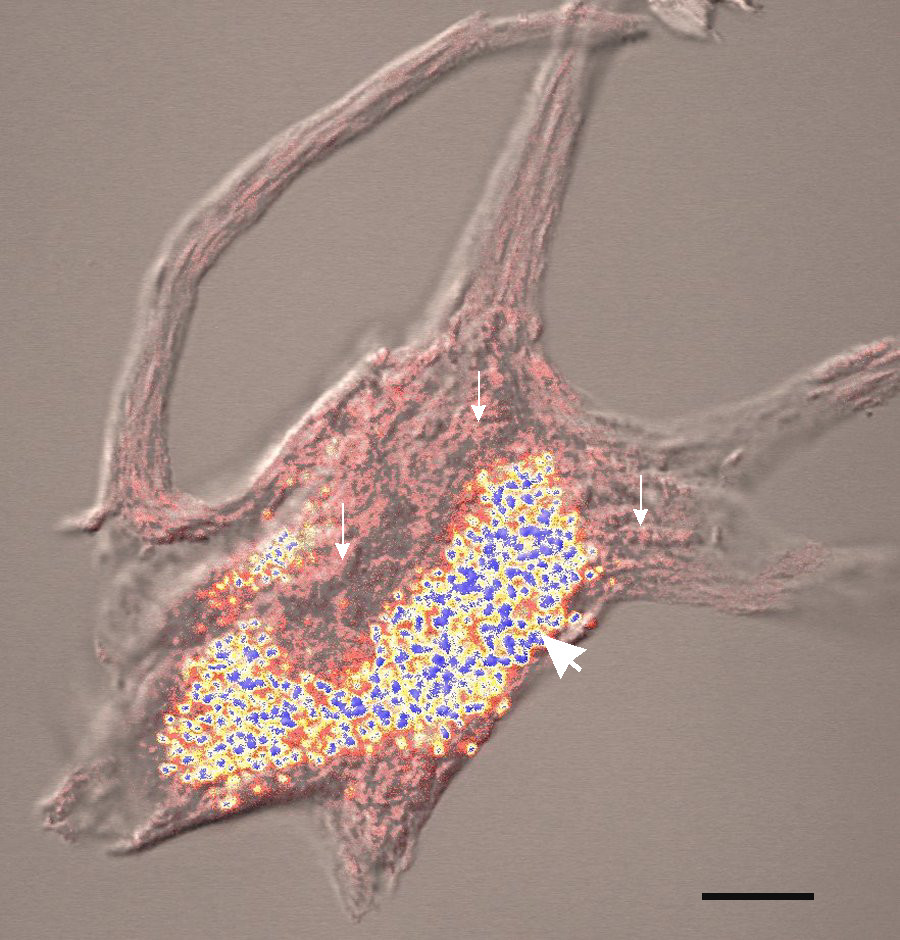
Obraz komórki nerwowej człowieka z odcinka lędźwiowego rdzenia kręgowego w mikroskopie konfokalnym, barwienie błękitem metylenowym. Różowe kropki (małe strzałki) to ciałka Nissla, niebieskie i żółte to ziarna lipofuscyny (duże strzałki). Podziałka = 25 μm

Lipofuscyny – zbiorcza nazwa barwników, odkładanych wewnątrzlizosomalnie w komórkach postmitotycznych. Są one wewnątrzkomórkowym markerem starzenia się. Ziarna lipofuscyny obecne są w komórkach nerek, serca, nadnerczy i tkanki nerwowej. Tzw. "plamy wątrobowe" na skórze są złogami lipofuscyny w komórkach skóry.
Lipofuscyny stanowią głównie produkty peroksydacji nienasyconych kwasów tłuszczowych. Zawierają też węglowodany i jony metali, np. rtęci, glinu, żelaza, cynku i miedzi.
Nieprawidłowe spichrzanie lipofuscyn w komórkach centralnego układu nerwowego odgrywa rolę w genezie ceroidolipofuscynoz neuronalnych.